# Nikolaos Kalojeropulos
Nikolaos Kalojeropulos (gr. Νικόλαος Καλογερόπουλος; ur. 23 lipca 1851 w Chalkidzie, zm. 7 stycznia 1927 w Atenach) – grecki polityk, dwukrotny premier Grecji.

## Życiorys
Studiował w Paryżu prawo i nauki polityczne. Po powrocie do kraju zaangażował się w działalność polityczną. Zaprzyjaźniony z Charilaosem Trikupisem, z jego poparciem uzyskał w 1885 po raz pierwszy mandat deputowanego do parlamentu. 
W czasie I wojny światowej objął po raz pierwszy urząd premiera, mianowany na to stanowisko przez króla Konstantyna I. Jako premier zachował dla siebie resorty finansów i wojny. Po miesiącu zrezygnował ze stanowiska. W 1920 na krótko objął resort finansów w rządzie Dimitriosa Rallisa. 24 stycznia 1921 podał się do dymisji i w tym samym dniu stanął na czele rządu, który przetrwał dwa miesiące. Brał udział w negocjacjach poprzedzających traktat w Sèvres, a w lutym 1921 na czele greckiej delegacji rządowej zabiegał w Londynie o kredyty na dalsze prowadzenie wojny.